# Кузьмич, Константин Павлович
Константин Павлович Кузьмич (16 мая 1846 — 1 мая 1906) — российский морской офицер, вице-адмирал (1904). Начальник штаба Черноморского флота и портов Чёрного моря (1898). Участник подавления Ихэтуаньского восстания. командир Санкт-Петербургского порта (1903). Убит неизвестным в 1906 году в ходе событий Революции 1905-1907 годов.

## Биография
19 апреля 1864 года окончил Морской кадетский корпус с производством в чин гардемарина. 1 июня 1866 года произведен в чин мичмана. В 1868 году окончил Гимнастическое заведение. 22 декабря 1869 года зачислен в гвардейский экипаж. 
1 января 1870 года произведен в чин лейтенанта. Служил на пароходофрегате «Олаф» под командованием капитана 1-го ранга К. В. Небольсина. 16 апреля 1872 года награжден орденом Св. Анны III степени. За отличие в русско-турецкой войне 1877—1878 годов награждён орденом Св. Станислава 2-й степени с мечами, Св. Владимира 4-й степени с мечами и бантом, румынским Железным крестом и памятной медалью.
В 1879 году в должности старшего офицера на императорской яхте «Александрия». 1 января 1880 года произведен в чин капитан-лейтенанта. В 1880—1884 годах в должности старшего офицера броненосного фрегата «Герцог Эдинбургский» совершал плавания в отечественных и заграничных морях.
В 1885 году служил старшим офицером фрегата «Светлана». 2 февраля того же года произведен в чин капитана 2-го ранга.
2 февраля 1887 года назначен командиром канонерской лодки «Донец» с переводом в 1-й Черноморский флотский экипаж. В 1887—1890 годах командовал корветом «Баян».
В 1890—1891 годах командовал клипером «Стрелок». 1 января 1891 года произведен в чин капитана 1-го ранга. 
В 1891—1898 годах командовал эскадренным броненосцем «Георгий Победоносец». В 1894 году награждён орденом Св. Владимира 3-й степени. 13 апреля 1897 года награждён подарком с вензельным изображением Высочайшего имени. В том же году награждён бронзовой медалью за труды, понесенные при проведении первой всероссийской переписи.
5 апреля 1898 года произведен в чин контр-адмирала и назначен начальником штаба Черноморского флота и портов Чёрного моря. В том же году награждён серебряной медалью в память Священного Коронования Их Императорских Величеств.
В 1900—1901 годах, в должности первого младшего флагмана Тихоокеанской эскадры, участвовал в войне с Китаем. 1 января 1901 года награждён орденом Св. Станислава 1-й степени. В том же году награждён болгарским орденом «За военные заслуги» 1-й степени. В 1902 году награждён бронзовой медалью в память военных событий в Китае в 1900—1901 годах. 23 июня 1903 года награждён орденом Св. Анны 1-й степени.
20 октября 1903 года назначен главным командиром Санкт-Петербургского порта. 5 октября следующего года произведен в чин вице-адмирала.

## Убийство

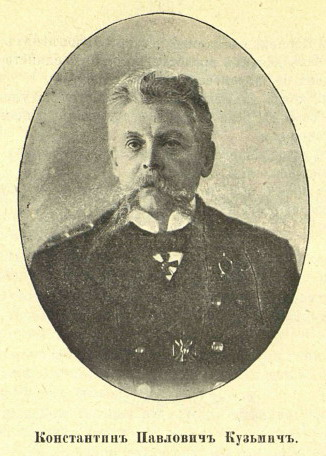
К. П. Кузьмич

Убит 1 мая 1906 года в Новом Адмиралтействе при обходе мастерских. С утра 1 мая в мастерских назревала забастовка. Прибыв в Адмиралтейство около 9 часов утра, Кузьмич обратился к рабочим с требованием не бастовать и начать работу. В то время как Кузьмич стоял, разговаривая с группой рабочих, неизвестный преступник, выйдя из группы рабочих, сзади ударил его в бок отточенным стальным рашпилем длиной около 30 см и, воспользовавшись возникшей суматохой, скрылся. Адмирал был перенесен в лазарет, где, после ужасных страданий, скончался через полчаса. Смерть наступила от разрыва почки и печени. Убийство не было раскрыто, убийца остался безнаказанным. Кузьмич был похоронен на Смоленском православном кладбище Санкт-Петербурга.